# Lina Higiro
Lina Mukashyaka Higiro, cũng là Lina Higiro, là một nữ doanh nhân và giám đốc điều hành ngân hàng người Rumani, từng là giám đốc điều hành của Ngân hàng thương mại châu Phi (Rwanda), có hiệu lực vào tháng 7 năm 2018.
Ngay trước khi nhận nhiệm vụ hiện tại, kể từ tháng 7 năm 2016, cô là Giám đốc điều hành của AB Bank Rwanda. Trong vai trò này, cô giám sát các hoạt động ngân hàng, ngân hàng giao dịch, phát triển kinh doanh và tài chính kỹ thuật số.
Trước đó, Higiro là Trưởng phòng Chiến lược, Lập kế hoạch và Tiếp thị tại Ngân hàng I & M (Rwanda), và trước đó, cô làm việc tại Ngân hàng Securey Trust (Rwanda) (lúc đó là Ngân hàng Fina (Rwanda), với tư cách là Giám đốc Ngân hàng SME, từ năm 2007 đến năm 2011.

## Hoàn cảnh và giáo dục
Cô học tại Đại học North-West, Nam Phi, tốt nghiệp Cử nhân Thương mại. Sau đó, cô lấy bằng Thạc sĩ Quản trị Kinh doanh tại Đại học Liverpool ở Vương quốc Anh. Cô cũng có chứng chỉ về kinh doanh và truyền thông doanh nghiệp, được trao bởi Đại học Ryerson, tại Toronto, Ontario, Canada.